# Schloss in Pułtusk

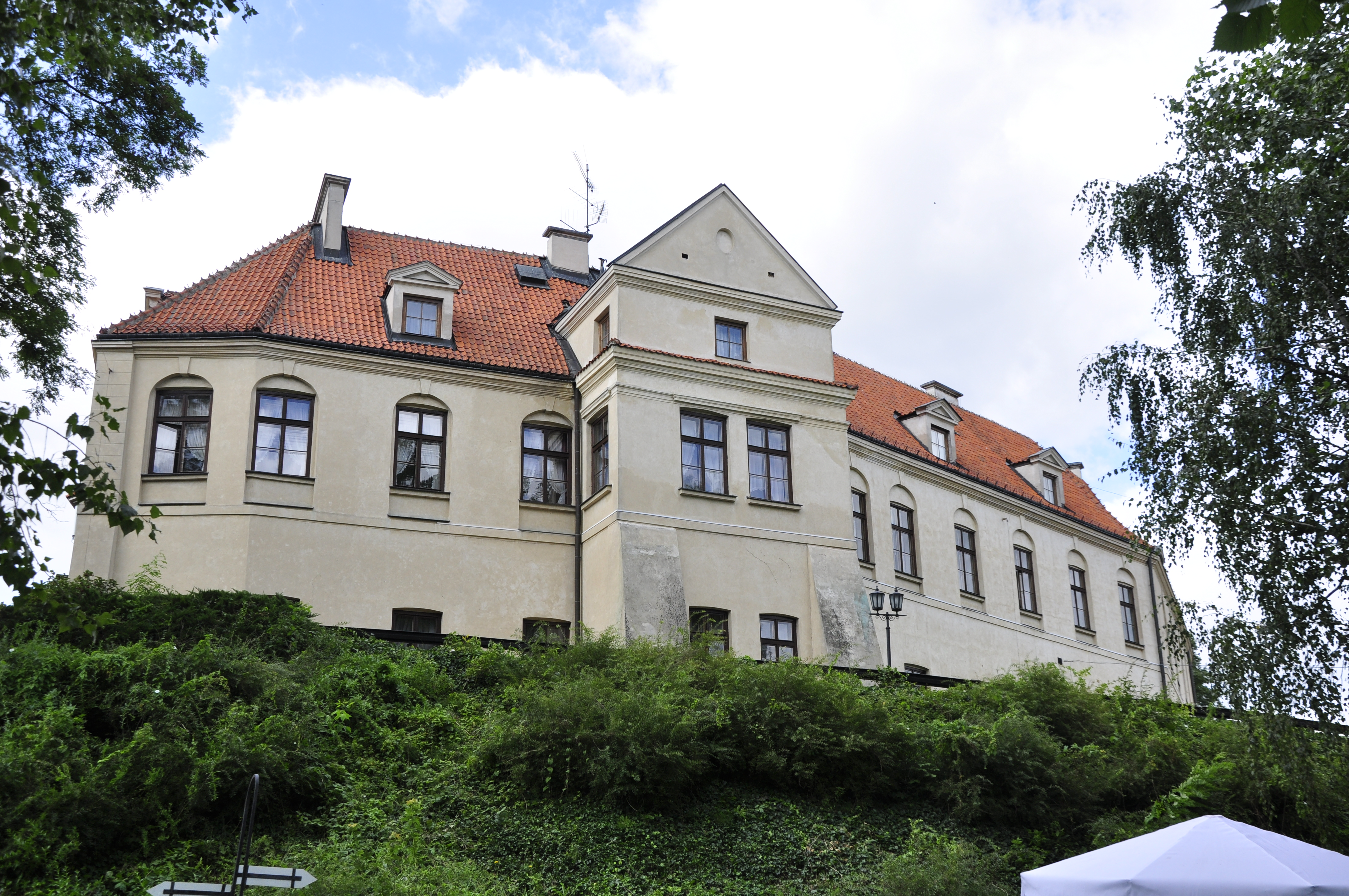
Blick etwa von der Narew auf den Ostflügel des Pułtusker Schlosses

Das Schloss in Pułtusk (auch Schloss der Bischöfe von Płock in Pułtusk – polnisch: Zamek Biskupów Płockich w Pułtusku – genannt) war bis zum Ende des 18. Jahrhunderts ein Sitz der Bischöfe von Płock. Heute beherbergt die auf einem Hügel oberhalb von Pułtusk gelegene Anlage ein von einer Organisation für Auslandspolen (Polonia) betriebenes Hotel-, Gastronomie- und Konferenzzentrum.

## Lage
Das Schloss liegt im Südosten der Stadt und Altstadt, sein Park (der ehemalige, heute verfüllte Burggraben) grenzt an die Narew. Rund 150 Meter südwestlich verläuft die Ulica Gajkowicza über den Fluss. Dem Schloss in nordwestlicher Richtung vorgelagert befindet sich die ehemalige Schlosskapelle, die den südlichen Endpunkt des langgestreckten Pułtusker Marktplatzes darstellt.

## Geschichte
Ursprünglich stand hier auf einem zwei bis drei Meter hohen abgeflachten Hügel mit einem Plateau von 60 × 90 Metern ein hölzerner Wehrturm mit Verteidigungswällen. Bischof Florian Laskary ließ zu Beginn des 14. Jahrhunderts erste Steingebäude errichten. Im Jahr 1368 wurde diese Anlage von Litauern unter Großherzog Kęstutis zerstört. Nach Jan Długosz verbrannten damals die Burgbewohner mit der Burg. In der zweiten Hälfte des 15. Jahrhunderts ließ das Bistum Płock unter dem Bischof Paweł Giżycki an dieser Stelle auf dem unregelmäßigen Grundriss der alten Holzanlage eine gemauerte Burg im gotischen Stil errichten, die den unterhalb liegenden Übergang über den Narew sichern sollte.

### 16. und 17. Jahrhundert
Die Bauarbeiten mit verschiedenen Erweiterungen und Umbauten zogen sich bis in das 17. Jahrhundert hin. Bauherren waren vor allem Rafal Leszczynski, Andrzej Krzycki und Piotr Myszkowski. Ab 1522 erhielt die Burg eine Renaissancefassade. Im Jahre 1530 wurde auf der Burg die erste Druckerei von Masowien eingerichtet. 1618 wurde die noch existierende Arkadenbrücke unter Bischof Henry Firlej errichtet.
Unter dem Bischof Marcin Szyszkowski wurden in der ersten Hälfte des siebzehnten Jahrhunderts die Außenmauern durch den Anbau massiver Strebepfeiler verstärkt.

### 18. und 19. Jahrhundert
Während der „Schwedischen Sintflut“ wurde die Burg von schwedischen Truppen mehrfach besetzt und geplündert. Dabei entstanden erhebliche Schäden. Unter Andrzej Stanisław Załuski wurde das Gebäude wieder hergestellt.
Im Jahre 1773 kam es auf der Burg auf Geheiß von Michał Jerzy Poniatowski zu einer Inventarisierung. Der Zustand der Anlage war verhältnismäßig gut. Im Park wurden 85 Buchsbäume, 300 Apfelbäume, 150 Birnbäume, 35 Pfirsichbäume sowie 100 Zitronenbäumchen gezählt. Gemäß dem Bericht war die Burg damals von Ställen, Remisen, einer Schmiede und einer Scheune umgeben.
Unter Bischof Hilary Szembek wurde die Burg von 1786 bis 1794 zu einem Schloss im Barockstil umgebaut. Es erhielt dabei einen weiteren Flügel an der Flussseite. Bereits während des Kościuszko-Aufstands und dann in den nachfolgenden napoleonischen Kriegen wurde das Schloss erneut beschädigt. Als Napoleon Bonaparte nach seiner Schlacht gegen die Russen 1806/07 in Pultusk übernachtete, wählte er statt des unbewohnbaren Schlosses ein Bürgerhaus am Marktplatz.
Nach der dritten polnischen Teilung fiel die Anlage an das Herzogtum Warschau. Nach einer Renovierung im Jahr 1812 wurde hier ein Militärkrankenhaus eingerichtet, welches bis 1914 bestand. Im Jahr 1841 brannte das Schloss und wurde wieder instand gesetzt.

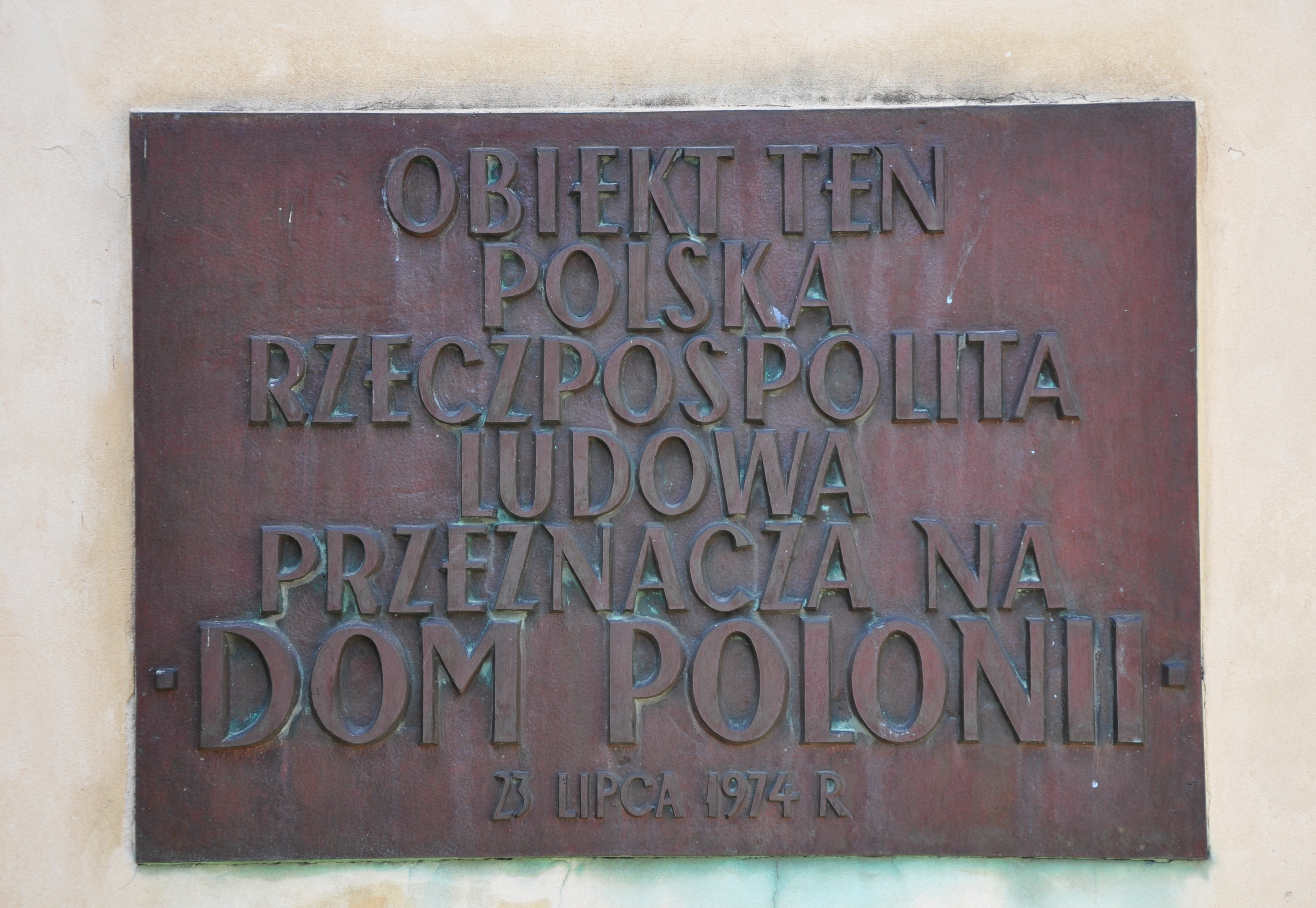
23. Juli 1974: Dieses Objekt übergab die Volksrepublik Polen zur Nutzung an das „Haus der Polen“

### 20. und 21. Jahrhundert
Nach 1918 wurde das Schloss zum Starosteisitz. Mit Unterbrechung durch den Zweiten Weltkrieg (die deutschen Besatzer brachten hier eine eigene Behörde unter) behielt es diese Funktion bis 1975.
Nach dem Zweiten Weltkrieg wurde das Schloss im (früheren) Stil der Renaissance grundlegend neu errichtet, im Innenhofbereich teilweise mit modernistischen Details. Die Anlage ist ein ovaler Rundbau in Hufeisenform, die nach Süden offen ist. Sie umgibt einen ovalen Innenhof. Die Arkadenbrücke ist an der Schlossseite mit zwei kleinen Rundtürmen bewehrt, das Schloss selbst verfügt im Westflügel über einen hohen viereckigen Wehrturm mit abgeschrägten Ecken.
1974 wurde mit einer erneuten Restaurierung des Gebäudes begonnen, im Jahr 1989 konnte es dem Verein „Die polnische Gesellschaft“ (polnisch: Stowarzyszenia „Wspólnota Polska“) zur Nutzung als Sitz des Hauses der Auslandspolen in Pułtusk (polnisch: Dom Polonii w Pułtusku) übergeben werden. Außer den gewerblichen Hotel- und Gastronomieeinrichtungen wird hier auch das Dokumentationszentrum der polnischen Emigration (polnisch: Ośrodek Dokumentacji Wychodźstwa Polskiego) geführt.
Aus früheren Bauperioden verblieben im Original nur die unterhalb des Schlosses liegende ehemalige Schlosskapelle (genannt „Magdalenka“) im Renaissancestil sowie die Arkadenbrücke und das Kellergeschoss. Die darüber liegenden Innenräume wurden dem zugedachten Erwerbszweck entsprechend neu gestaltet.
Bedeutende Besucher der Anlage waren unter anderen der polnische König Sigismund III. Wasa, der schwedische König Karl XII., Napoleon Bonaparte und die Zaren Alexander I. sowie Alexander II.

## Ansichten im Jahr 2011

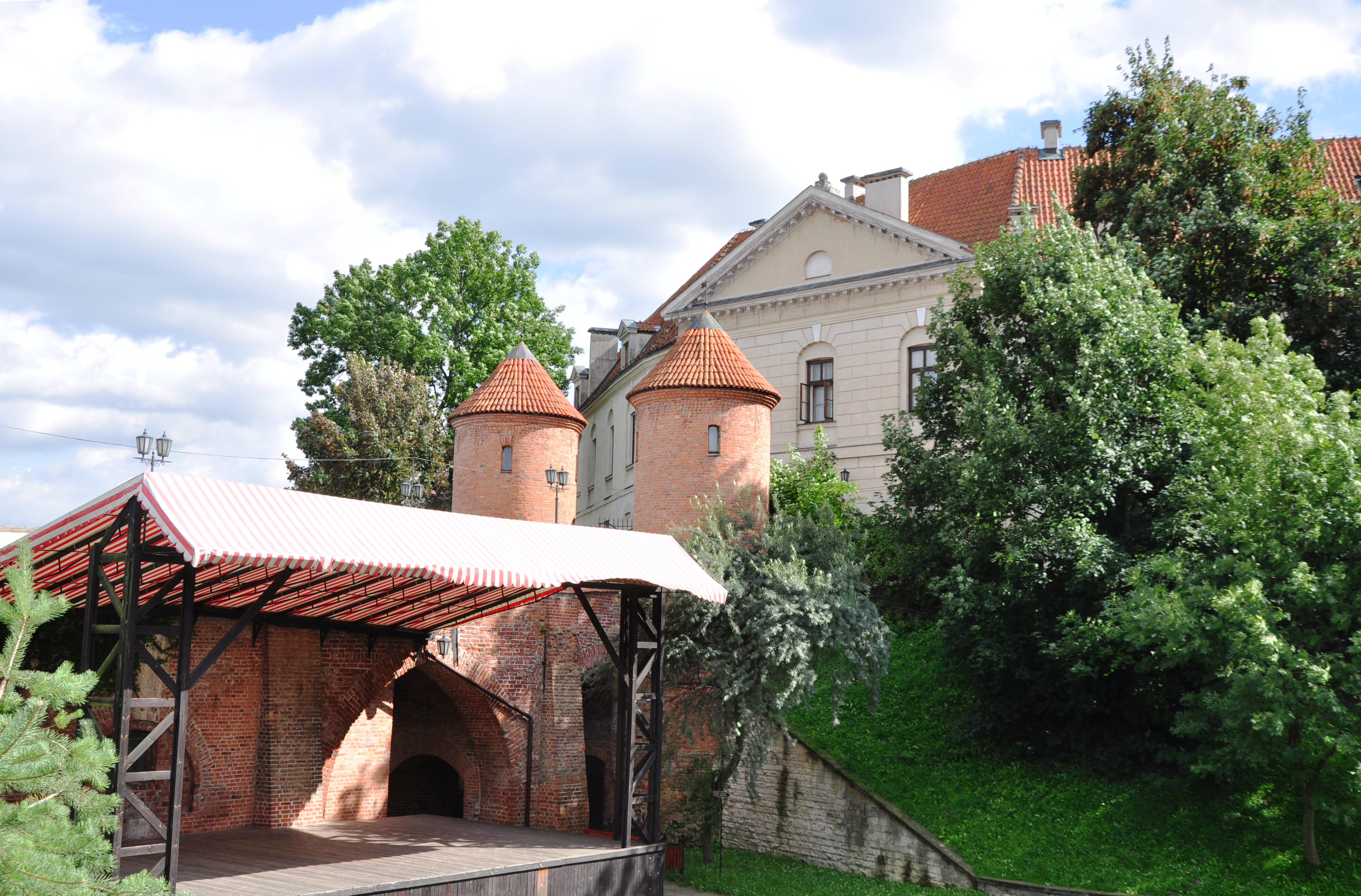
Eine Bühne verdeckt die Arkadenauffahrt zum vorderen Schlosseingang
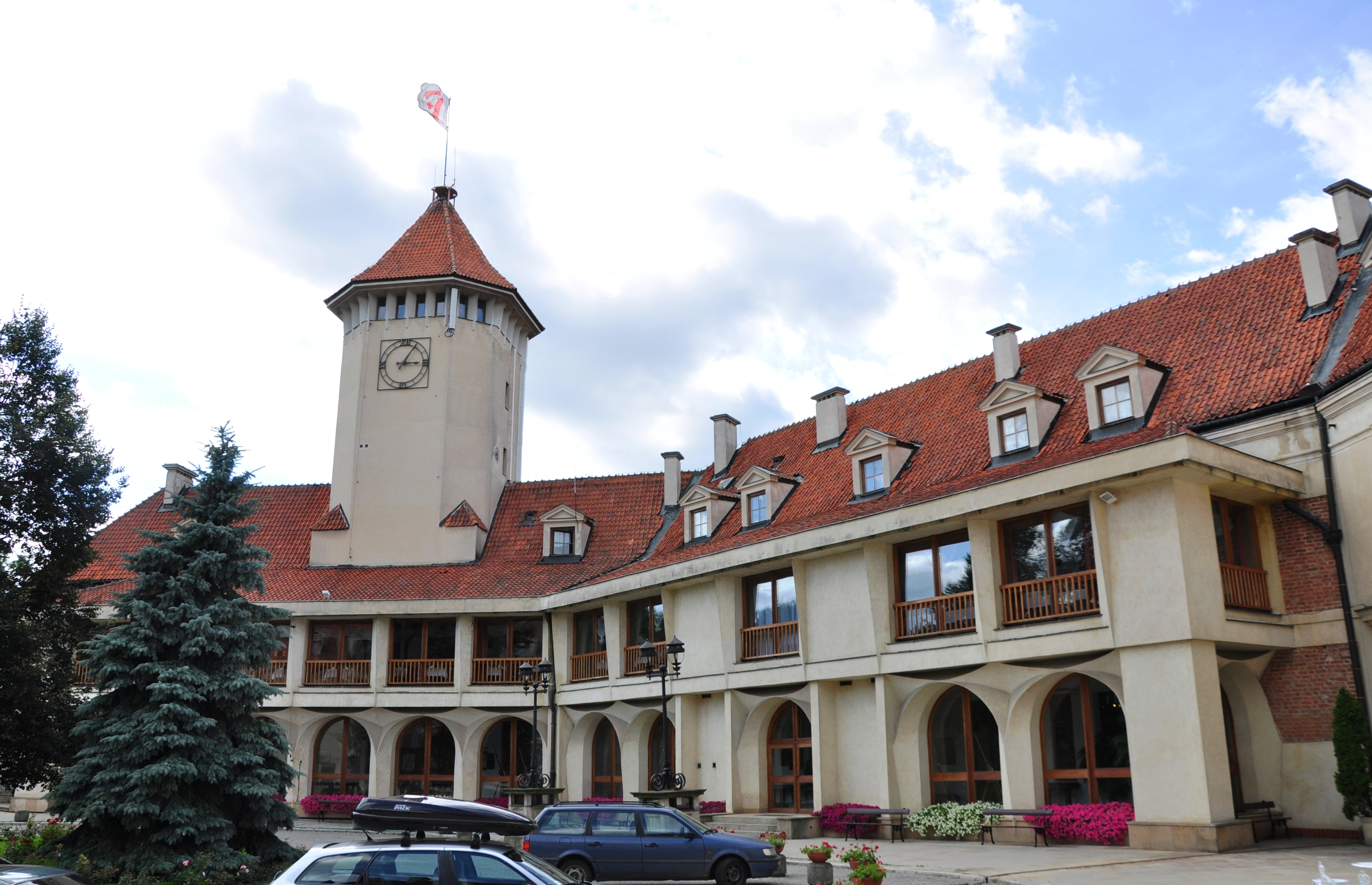
Innenhof mit – teilweise modernistisch gestaltetem – Westflügel
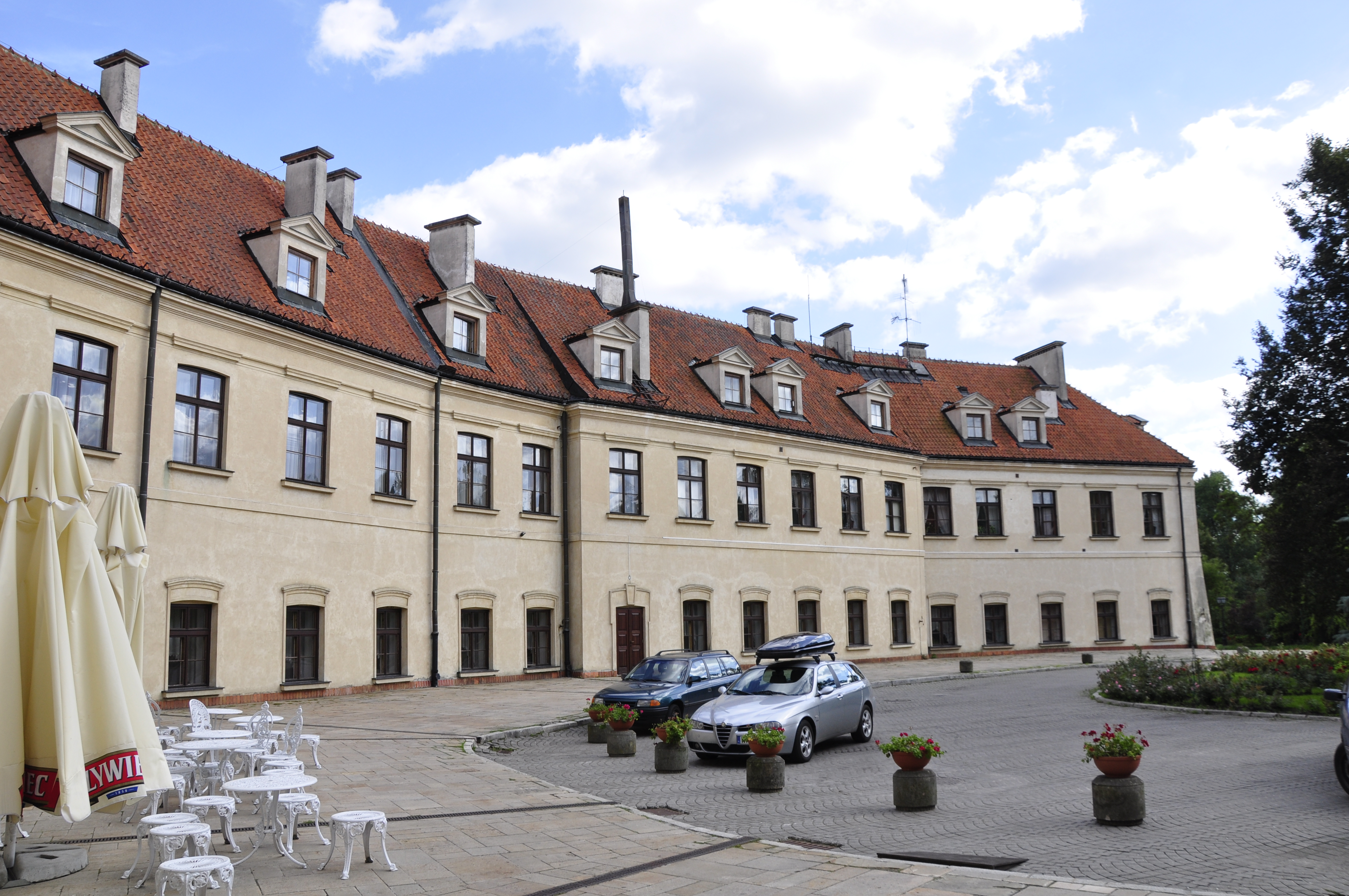
Innenhof mit Ostflügel
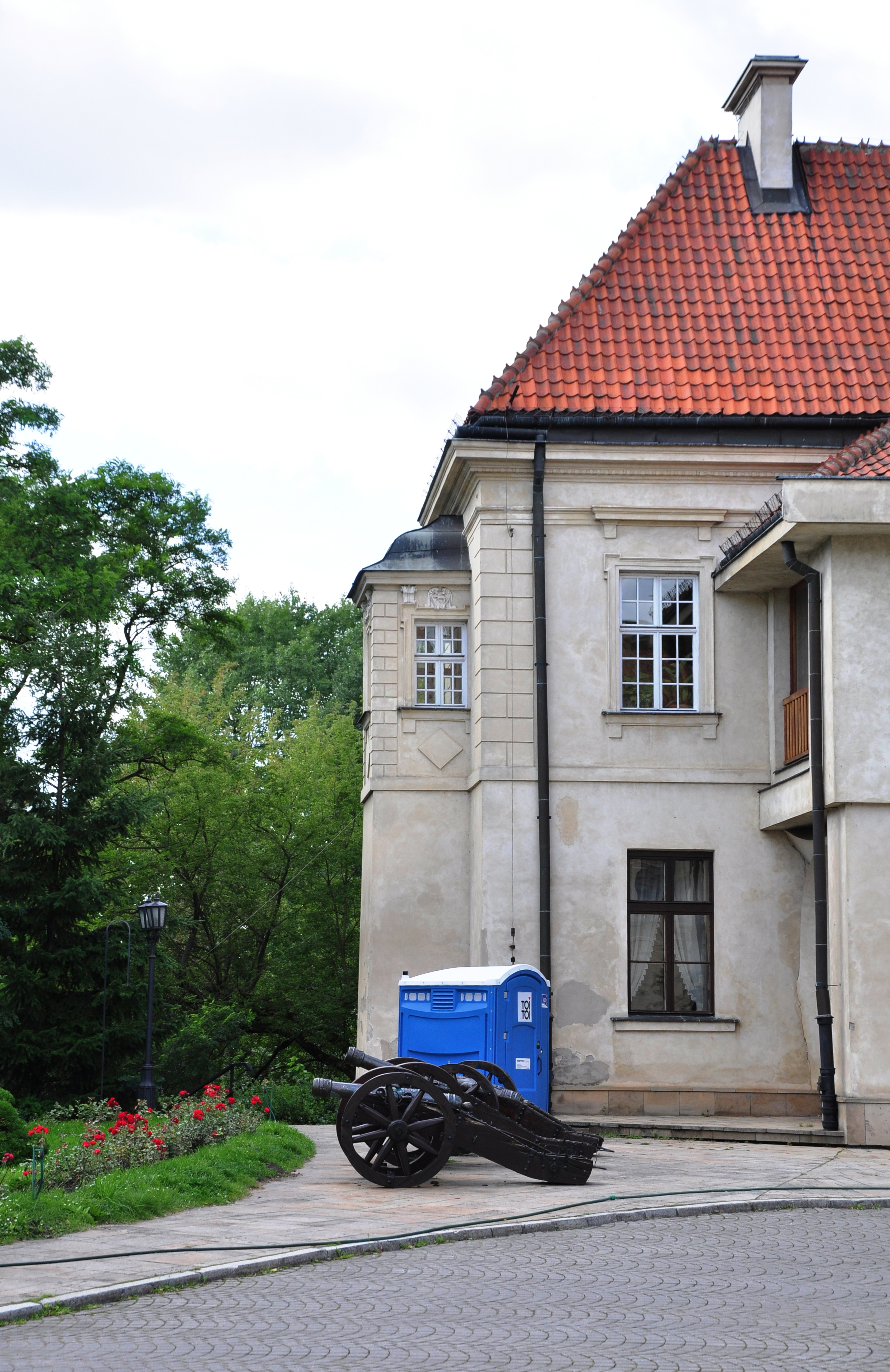
Renaissance-Erker am Ende des Westflügels
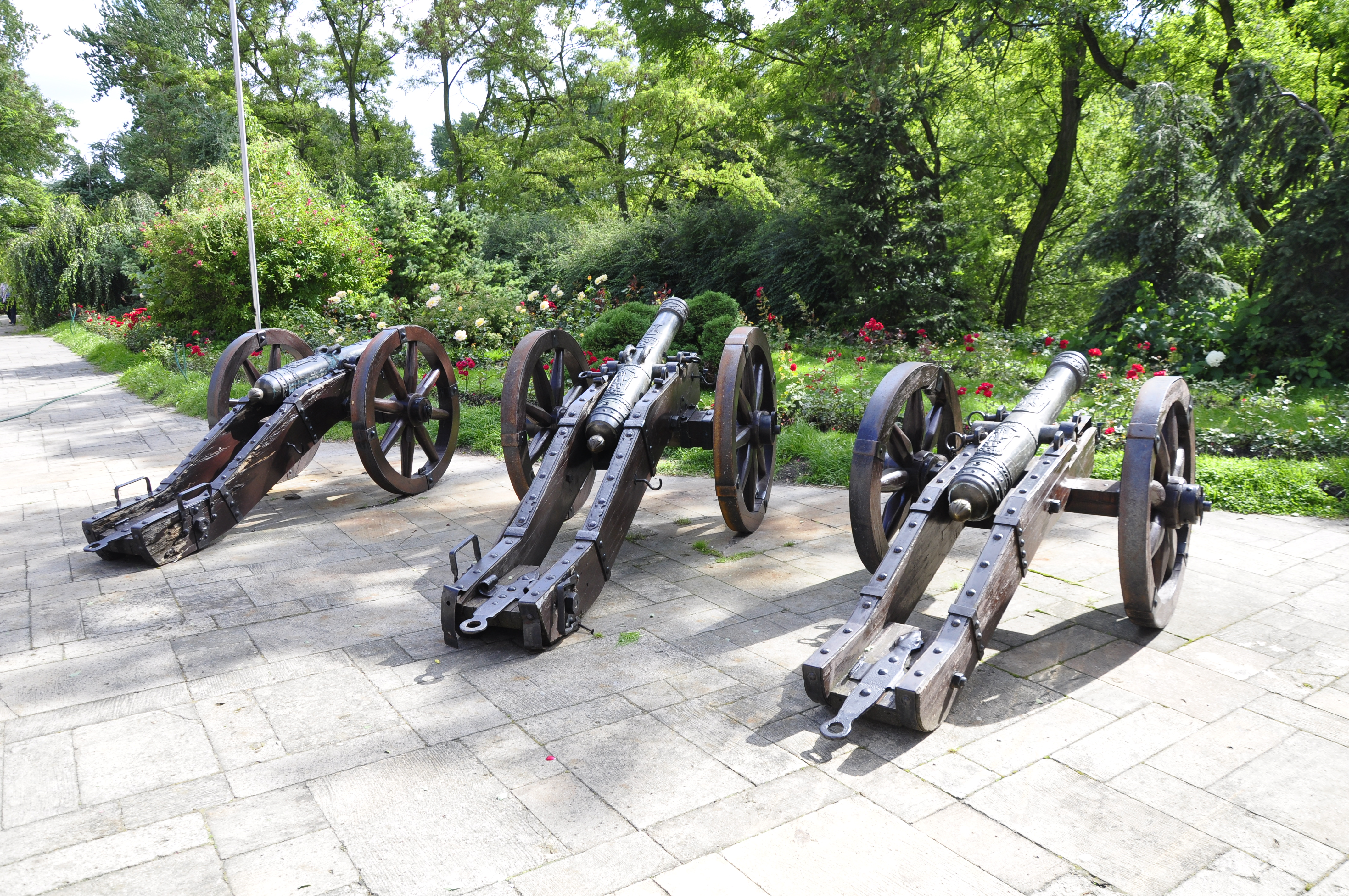
Historische Kanonen auf dem Schlosshof
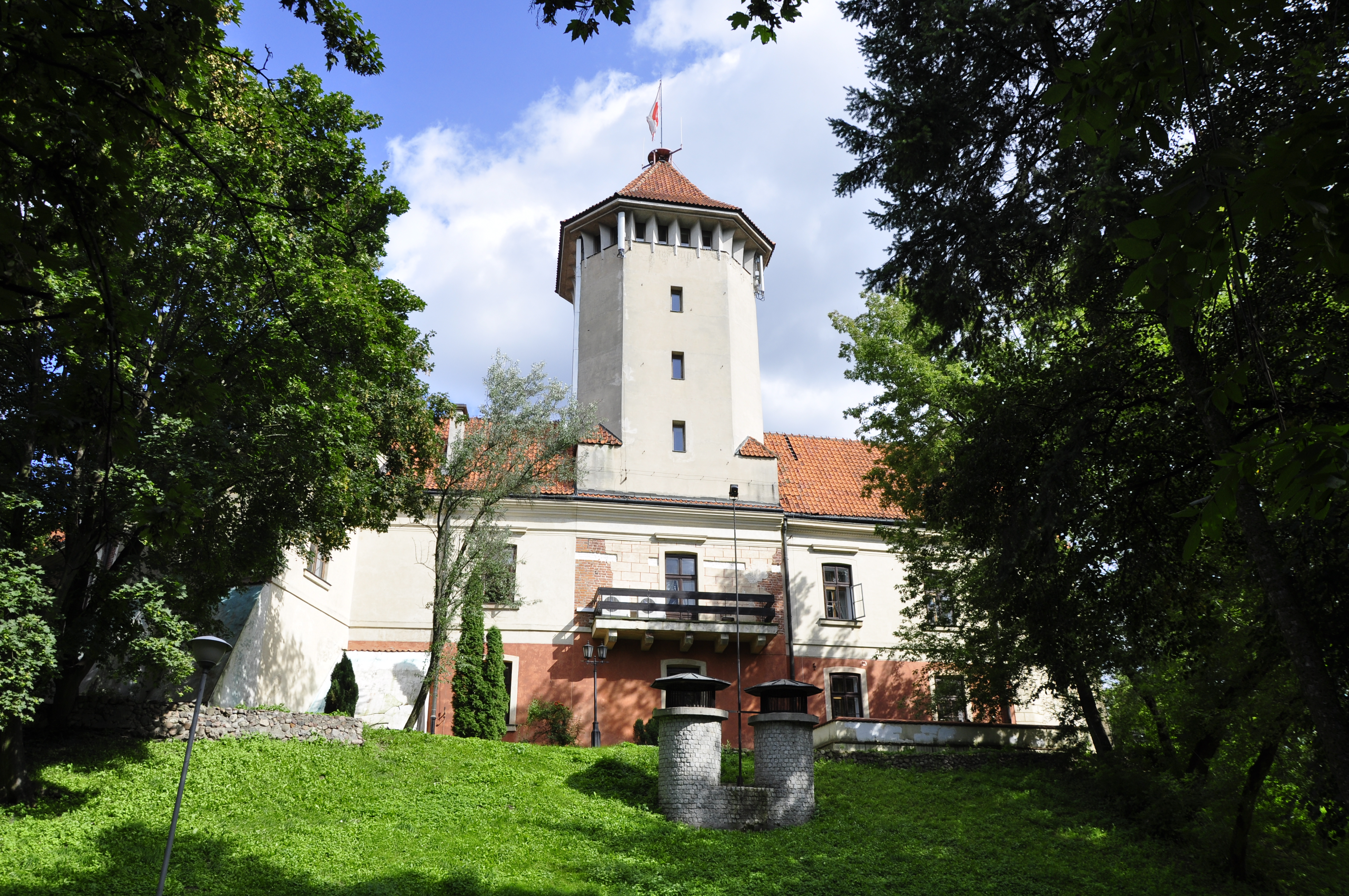
Blick auf den Wehrturm im Westflügel
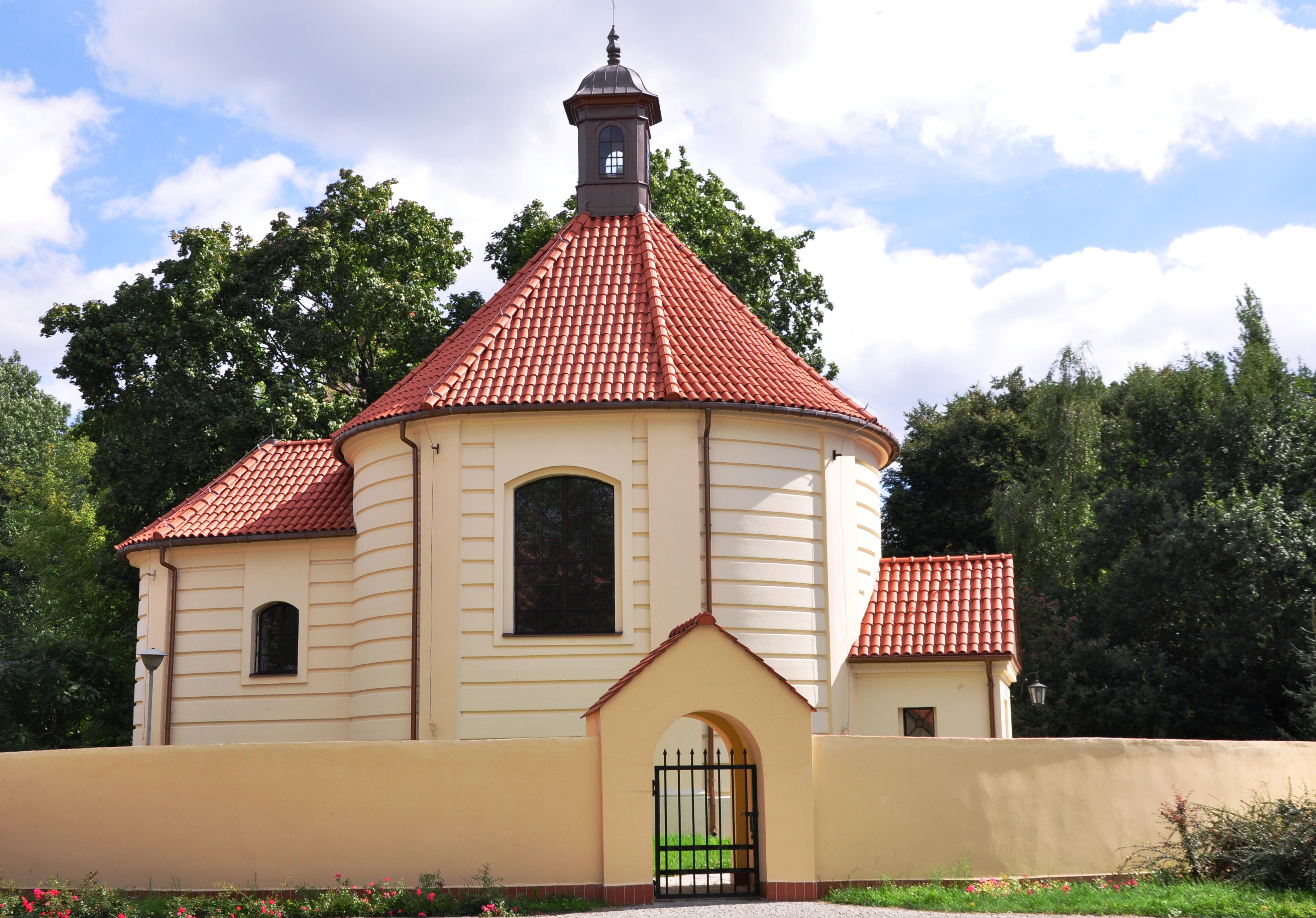
Die vormalige Schlosskapelle Maria Magdalena